# Gyulai József
Gyulai József (Hódmezővásárhely, 1933. augusztus 21. – 2021. február 12.) Széchenyi-díjas magyar fizikus, egyetemi tanár, a Magyar Tudományos Akadémia rendes tagja. Kutatási területe a félvezetők fizikája, technológiája, valamint az ionsugaras eljárások. Munkásságát elsősorban műszaki területen fejti ki. 1992 és 1997 között az MTA Központi Fizikai Kutatóintézet Anyagtudományi Kutatóintézet, majd ezt követően 2004-ig a Műszaki Fizikai és Anyagtudományi Kutatóintézet igazgatója. Ezenkívül 1993 és 1995 között a Bay Zoltán Anyagtudományi és Technológiai Intézetet vezette.

## Életpályája
1951-ben érettségizett, majd beiratkozott a Szegedi Tudományegyetem Természettudományi Karának matematika–fizika szakára. Itt szerzett 1955-ben középiskolai tanári diplomát. Ennek megszerzése után a hódmezővásárhelyi Bethlen Gábor Gimnázium tanára lett. Egy évre rá az egyetem lumineszcencia és félvezető akadémiai kutatócsoportjához került tudományos munkatársi beosztásban. Közben 1964-ben az egyetem Kísérleti Fizikai Intézetében a félvezető részleg vezetésével is megbízták. 
1970-ben az MTA Központi Fizikai Kutatóintézet (KFKI) kezdett el dolgozni, ahol az ionimplantációs program vezetésével bízták meg. A célprogramot 1979-ig vezette. 1984 és 1989 között a KFKI Mikroelektronikai Kutatóintézet fizikai osztályának vezetője volt. Ezt követően a KFKI Tanácsának elnöke lett. 1992-ben kinevezték az Anyagtudományi Kutatóintézet vezetőjévé. 1998-ban, a KFKI átalakítása során a Műszaki Fizikai és Anyagtudományi Kutatóintézet igazgatója lett. Tisztségét 2004-ig töltötte be. Emellett 1993-ban megalapította a Bay Zoltán Anyagtudományi és Technológiai Intézetet, amelynek vezetését is elvállalta, tisztét 1995-ig töltötte be, majd 1999-ig tudományos tanácsadóként dolgozott ott. 
Kutatóintézeti állása mellett folytatta a tanítást: 1984-ben a Budapesti Műszaki Egyetem (2000-től Budapesti Műszaki és Gazdaságtudományi Egyetem) oktatója lett, a BME és a KFKI közös kísérleti fizikai tanszékén kapott egyetemi tanári kinevezést. 1988-ig az atomfizikai, majd ezt követően a kísérleti fizika tanszékén tanított. 1989 és 1998 között utóbbi tanszék vezetője is volt. 2003-ban professor emeritusi címet kapott. Számos külföldi egyetemen volt vendégkutató, vendégprofesszor: Kaliforniai Műszaki Egyetem (1969–1978 között több alkalommal), Cornell Egyetem (1981–1985 között több alkalommal), École normale supérieure (1985, 1990), Ószakai Egyetem (2005).
1971-ben védte meg a fizikai tudományok kandidátusi, 1979-ben akadémiai doktori értekezését. 1996-ban Gyulai ismertette el elsőként Szegeden kandidátusi címét PhD-fokozatnak. Az MTA Anyagtudományi és Technológiai Bizottságának, valamint az Elektronikus Eszközök és Technológiák Bizottságnak lett tagja. 1990-ben megválasztották a Magyar Tudományos Akadémia levelező, 1995-ben pedig rendes tagjává. 1999-ben a Műszaki Tudományok Osztálya elnökhelyettese, majd 2005-ben elnöke lett. Utóbbi tisztsége folytán az akadémia elnökségében is részt vesz. 1993-ban a Magyar Mérnökakadémia is felvette tagjai sorába. 
Akadémiai tisztségein kívül 1999 és 2003 között az Eötvös Loránd Fizikai Társulat elnöke volt, ezt követően a társaság tiszteletbeli elnökévé választották. A Magyar Anyagtudományi Egyesülés elnöke, a Magyar Innovációs Szövetség elnökségi tagja és számos nemzetközi tudományos társaság tagja.

## Munkássága
Fő kutatási területe a félvezetők fizikája, technológiája, valamint az ionsugaras eljárások.
Nevéhez fűződik az félvezetőkön, illetve vékonyfilmeken alkalmazott ionimplantációs kutatások magyarországi bevezetése és meghonosítása. E területen elért eredményeinek egy része beépült a 21. század eleji mikroelektronikai, illetve nanotudományi technológiákba. Az egyik ilyen felismerése, amely az Intel egyik eredményével párban a szilíciumkristály-ipart késztette technológiaváltásra (méghozzá 111-orientációjú kristályról a 100-ra való tömeges átállásra). Másik jelentős eredménye, hogy az ionimplantációs adalékolás a fizikai tudomány kísérleti eszközéből a félvezető-technológiában ipari eljárás lett. Ezzel hozzájárult a Moore-törvény teljesüléséhez. Több eredményét alkalmazzák a minősítési módszereknél és a komplett integrált áramköri rendszereknél is. A nukleáris analitika területén több módszertani újdonságot ismert fel és ezeket munkatársaival közösen publikálta. A magyarországi műszaki fizika egyik vezető alakja. Egyetemi oktatóként a modern anyagtudományok oktatásának egyik előmozdítója.
Több mint háromszáz tudományos publikáció szerzője vagy társszerzője, ebből tizenkét könyv vagy könyvfejezet. Több mint tíz nemzetközi szabadalmat jegyeztetett be. Tudományos pályája mellett fiatalkorában zeneszerzést tanult, több műve az interneten meghallgatható.

## Díjai, elismerései
- Akadémiai Díj (1984)
- Széchenyi-díj (1993) – A mikroelektronikában alkalmazott anyagtudományi módszerek kifejlesztéséért és az ezekkel elért hazai és nemzetközi eredményeiért.
- Prima-díj (2003)
- Hódmezővásárhely díszpolgára (2003)
- A Magyar Köztársasági Érdemrend középkeresztje (2004)
- Eötvös Loránd Fizikai Társulat Érme (2009)
- Honoris causa (tiszteletbeli) Jedlik Ányos-díj (2013)
- "Festschrift", Intl. Conf. on Radiation Effects on Materials, REM7, Budapest, 2013
- A Miskolci Egyetem (2012) és a Pannon Egyetem Honoris Causa Doktora (2014)
- A Magyar Érdemrend középkeresztje a csillaggal (2019)
- Gábor Dénes-díj (2019)[2]

## Főbb publikációi
Angol nyelven
- Analysis of Silicon Nitride Layers on Silicon by Backscattering and Channeling Effect Measurements (társszerző, 1970)
- Alloying behavior of Au on Au-Ge on GaAs (társszerző, 1971)
- Implantation in Semiconductors (társszerző, 1983)
- Damage Annealing in Silicon and Electrical Activity (könyvfejezet, 1984)
- Experimental Annealing and Activation (könyvfejezet, 1988)
- Radiation Damage and Annealing in Ion Implantation (könyvfejezet, 1992, 1996, 2000)
- The Need for Materials in the Early Twothousands (2000)
- Atomically Resolved STM Images of Carbon Nanotube Defects Produced by Ar+ Irradiation (társszerző, 2005)

Magyarul
- Ionimplantáció szilárdtestekbe (társszerző, 1979)
- Nukleáris analitikai módszerek (1985)
- Diffúzió és implantáció szilárdtestekben (társszerző, 1997)
- Anyagtudományi és mikro-nanotechnológiai fejlődés (1998)
- A nanotudomány helyzete (2001)
- Bonyolultság az elektronikában és a nanoelektronikában (2003)